# Cloverport
Cloverport és una població dels Estats Units a l'estat de Kentucky. Segons el cens del 2000 tenia 1.256 habitants.

## Demografia
Segons el cens del 2000, Cloverport tenia 1.256 habitants, 536 habitatges, i 351 famílies. La densitat de població era de 301,2 habitants/km².
Dels 536 habitatges en un 23,9% hi vivien nens de menys de 18 anys, en un 47,6% hi vivien parelles casades, en un 14% dones solteres, i en un 34,5% no eren unitats familiars. En el 32,3% dels habitatges hi vivien persones soles el 16,8% de les quals corresponia a persones de 65 anys o més que vivien soles. El nombre mitjà de persones vivint en cada habitatge era de 2,27 i el nombre mitjà de persones que vivien en cada família era de 2,83.
Per edats la població es repartia de la següent manera: un 20,8% tenia menys de 18 anys, un 8,9% entre 18 i 24, un 23,6% entre 25 i 44, un 27,4% de 45 a 60 i un 19,3% 65 anys o més.
L'edat mediana era de 43 anys. Per cada 100 dones de 18 o més anys hi havia 89,5 homes.
La renda mediana per habitatge era de 23.750 $ i la renda mediana per família de 30.917 $. Els homes tenien una renda mediana de 30.156 $ mentre que les dones 18.750 $. La renda per capita de la població era de 14.990 $. Entorn del 14,1% de les famílies i el 20,2% de la població estaven per davall del llindar de pobresa.

## Poblacions més properes
El següent diagrama mostra les poblacions més properes.